# Tetrastichomphale multivena
Tetrastichomphale multivena är en stekelart som beskrevs av Girault 1935. Tetrastichomphale multivena ingår i släktet Tetrastichomphale och familjen finglanssteklar. Inga underarter finns listade i Catalogue of Life.